# Zanitzberg
Zanitzberg (früher Zainitzberg) ist eine Ortschaft in der Kärntner Marktgemeinde Metnitz mit 18 Einwohnern (Stand 1. Jänner 2024). Die Ortschaft liegt zur Gänze auf dem Gebiet der Katastralgemeinde Metnitz Land.

## Lage
Die Ortschaft liegt im äußersten Norden der Gemeinde Metnitz, auf der Nordseite der Metnitzer Berge an den Hängen südwestlich der Ortschaft Laßnitz. Zusammen mit Laßnitz ist sie vom Rest der Gemeinde Metnitz aus nur über steirisches Gebiet erreichbar.

## Geschichte
Auf dem Gebiet der Steuergemeinde Metnitz-Land liegend, gehörte der Ort in der ersten Hälfte des 19. Jahrhunderts zum Steuerbezirk Grades. Bei Gründung der politischen Gemeinden im Zuge der Reformen nach der Revolution 1848/49 kam Zanitzberg an die Gemeinde Metnitz und somit an den Bezirk Sankt Veit an der Glan.

## Bevölkerungsentwicklung
Für die Ortschaft zählte man folgende Einwohnerzahlen:
- 1815: 112 Einwohner[2]
- 1857: 20 Häuser, 112 Einwohner[2]
- 1869: 21 Häuser, 116 Einwohner[3]
- 1880: 21 Häuser, 103 Einwohner[4]
- 1890: 19 Häuser, 101 Einwohner[5]
- 1900: 17 Häuser, 101 Einwohner[6]
- 1910: 18 Häuser, 97 Einwohner[7]
- 1951: 16 Gebäude, 109 Einwohner[2]
- 1961: 14 Gebäude, 77 Einwohner (davon Alm mit 1 Haus, 0 Einwohner)[8]
- 1971: 61 Einwohner[2]
- 1981: 12 Gebäude, 55 Einwohner[2]
- 1991: 13 Gebäude, 36 Einwohner[9]
- 2001: 14 Gebäude, 20 Einwohner[10]
- 2011: 15 Gebäude, 22 Einwohner[11]
- 2021: 12 Gebäude, 17 Einwohner, 7 Haushalte, 6 Arbeitsstätten[12]

## Ortschaftsbestandteile
Im Bereich der Ortschaft befinden sich die Einzelhöfe Leithart, Ober-Schaflechner, Unter-Schaflechner, Unterer Grabenmoar, Zanitzer und das Jagdhaus Großgruber.